# Berufjörður
Berufjörður è un fiordo situato nel settore nordoccidentale dell'Islanda.

## Descrizione
Berufjörður è uno dei fiordi meridionali della regione dei Vestfirðir. È una diramazione orientale del Breiðafjörður; penetra per circa 5 km nell'entroterra. È situato nella contea di Austur-Barðastrandarsýsla, a nordovest del Króksfjörður. La grande penisola di Reykjanes separa il fiordo da un altro braccio del Breiðafjörður, il Þorskafjörður. Il piccolo villaggio di Reykhólar sorge all'imboccatura del fiordo.
La forma delle montagne è determinata dalla vicinanza di un vulcano risalente al Cenozoico. La riolite è abbondantemente presente. I rilievi montuosi sono stati fortemente abrasi nella successiva era glaciale, per cui non raggiungono elevazioni importanti. Le intrusioni del monte Vaðalfjöll raggiungono circa 500 metri di altezza.
La fitta crescita di betulle nane intorno a queste montagne e anche sulla penisola di Reykjanes, nasconde il colore del terreno visto da lontano.

## Denominazione
Un altro fiordo con la stessa denominazione è il Berufjörður (Austurland), posto nella regione dell'Austurland, nella parte orientale dell'Islanda.

## Vie di comunicazione
La strada S607 corre lungo la sponda occidentale del Berufjörður.